# Landivisiau
Landivisiau település Franciaországban, Finistère megyében. Lakosainak száma 9197 fő (2022. január 1.). Landivisiau Bodilis, Guiclan, Lampaul-Guimiliau, Loc-Eguiner, Plougourvest és Plouvorn községekkel határos.

## Népesség
A település népességének változása:
| Lakosok száma | 6174 | 7964 | 8254 | 8731 | 9108 | 9079 | 9132 | 9151 | 9204 | 9197 |
|               | 1968 | 1982 | 1990 | 2006 | 2013 | 2015 | 2017 | 2019 | 2020 | 2022 |